# Урал (галерея)
«Урал» — республиканская галерея народного искусства при Центре народного творчества в городе Уфе.

## Описание
Галерея имеет собственное собрание произведений искусства, и организует выставки и ярмарки произведений народных промыслов, а самодеятельных изобразительного и декоративно‑прикладного искусства, а также работ художников и фотохудожников.

## История
Основана в 1992 году в городе Уфе как Галерея современного искусства. В 1995 году переименована в галерею «Урал». В 2005–2007 годах курировала деятельность образцовых художественных коллективов. С 2002 года в рамках ежегодно проводит республиканские семинары выставочного проекта «Тамга» с участием народных мастеров, работающих в области художественного войлока. В сентябре — октябре 2022 года в галерее прошла выставка художественного войлока «Яйляу». 